# Ivica Golec
Ivica Golec (Petrinja, 23. travnja 1943. – Petrinja, 13. kolovoza 2017.) bio je hrvatski povjesničar, znanstvenik, istraživač, društveni djelatnik i publicist, predsjednik ogranka Matice hrvatske u Petrinji i počasni predsjednik Hrvatskog pjevačkog društva Slavulj.

## Životopis
Ivica Golec rođen je u Petrinji 1943. godine. Osnovno i srednje školovanje završio je u rodnom gradu, a visoku stručnu spremu pravnog smjera stječe u Zagrebu. Povijesnim istraživanjima bavi se od 1969., a profesionalno od 1991. godine. Ispite iz temeljnih disciplina znanstvenog područja Povijesne znanosti položio je pri Odsjeku za povijest Filozofskog fakulteta u Zagrebu (1992.), gdje je obranio doktorsku disertaciju pod naslovom Vojni komunitet Petrinja (1777. – 1871.) i time stekao znanstveni stupanj doktora društvenih, humanističkih i teoloških znanosti iz područja povijesnih znanosti 14. veljače 1996. godine. Radio je kao pravnik u privredi, potom kao arhivist-istraživač u Državnom arhivu Sisak, a od početka 1994. godine zaposlen je u Hrvatskom institutu za povijest u Zagrebu, prvo kao asistent, a potom je biran u znanstvena zvanja od znanstvenog suradnika do znanstvenog savjetnika. Bio je vanjski suradnik i predavač na Visokoj učiteljskoj školi u Petrinji od 1996., a u naslovno znanstveno-nastavno zvanje docenta izabran je 1999. godine. Bavi se istraživanjem hrvatske povijesti u razdoblju od 18. do 20. stoljeća, ponajviše povijesti Hrvatsko-slavonske vojne krajine, posebice Banske krajine i njezina sjedišta Petrinje, te gospodarske, kulturne, političke i vjerske povijesti, povijesti ustanova, športa, glazbe, svakodnevnog života, demografije i biografike. Autor je temeljnih radova iz vojnokrajiške prošlosti Petrinje i Banovine. Član je više stručnih i kulturnih društava.

## Knjige
- Tiskarstvo, izdavaštvo i knjižarstvo petrinje (1881. – 1991.), Zagreb, 1992.
- Povijest grada Petrinje (1204. – 1592. – 1992.), Zagreb, 1993.
- Petrinjski biografski leksikon, Petrinja, 1999.
- Povijest školstva u Petrinji (1700. – 2000.), Petrinja, 2000.
- Vojni komunitet Petrinja kao gospodarsko i prosvjetno kulturno središte Banske krajine (1777. – 1871.), Sisak, 2003.
- Hrvatsko pjevačko društvo Slavulj, Petrinja, 2004.
- Gradska limena glazba Petrinja (1808. – 2008.), Petrinja, 2008.
- Hrvački športski klub Gavrilović (1948. – 2008.), Petrinja, 2008.
- 100 godina nogometa u Petrinjii (1910. – 2010.), Petrinja, 2010.
- Povijest grada Petrinje (1204. – 1592. – 2014.), Petrinja, 2014.
- Razvoj novčanih zavoda na području današnje Sisačko-moslavačke županije (1860. – 1945.), Sisak, 2014.

te više od 100 znanstvenih, stručnih i preglednih radova i novinskih članaka u časopisima, zbornicima, leksikonima, novinama i sl. Sudjelovao je na više od 20 znanstvenih skupova, bio je recenzent mnogih radova iz hrvatske povijesti, posebice onih iz vojnokrajiškog razdoblja.

## Važniji znanstveni radovi
- Gospodarstvena bratovština petrinjska. Acta hislorico-oeconomica lugoslaviae 15 (1988.). br. 15. Zagreb 1988., 181-194., bilješke 1-82.
- Ilirski pokret u Sisku (1835. – 1848.). Riječi, Časopis za kulturu umjetnosti i društvena pitanja, Muzej Sisak, 1 (1990.), 14-27. bilješke 1-58.
- Društveni život na području Dvora na Uni (1800. – 1881.), Dvor na Uni od prijeslavenskog doba do naših dana - Zbornik naučnih i publicističkih radova, 1, Dvor na Uni 1991., 162-168., bilješke 1-67.
- Ugledni petrinjski pedagoški djelatnici s kraja 19. i prve polovice 20. stoljeća. Prema slobodnoj školi, Zbornik radova Instituta za pedagogijska istraživanja Filozofskog fakulteta u Zagrebu, Zagreb 1992., 227-234., bilješke 1-27.
- Iz prošlosti Banske krajine s posebnim osvrtom na Petrinju i župu Hrvatski Čuntić, Župa Hrvatski Čuntić jučer, danas, sutra, Zbornik radova, Sisak 1993., 7-16.,  bilješke 1-19.
- Narodni pokret na sisačkom području 1903./1904., Radovi Zavoda za hrvatsku povijest (ZHP), 26 (1993.) 26, 101-112., bilješke 1-72.
- Prilozi poznavanju trgovinskih odnosa u vojnom komunitetu Petrinja (1777. – 1848.), Acta historico-eoconomica, 23 (1996.), 23-24, 57-72., biljeske 1-55.
- Znameniti ljudi sisačkog kraja - Franjo Lovrić (16. VII. 1815. – 31. VII. 1910.), Pučki kalendar Ljudevit Posavski, Sisak 1996., 146-161., bilješke 1-68.
- Gospodarsko-politička i kulturna djelatnost Franje Lovrića (1815. – 1910.), Radovi ZHP, 27 (1994.) 27, 205-216., bilješke 1-63.
- Kazneni postupak protiv prvaka HSS Ljudevita Tomašića, Časopis za suvremenu povijest Hrvatskog instituta za povijest (HIP), 29 (1997.) 1, 287-296., bilješke 1-38.
- Prilozi poznavanju poljoprivredno-šumarskih odnosa u vojnom komunitetu Petrinja (1777. – 1871.), Radovi ZHP, 30 (1997.) 49-63., bilješke 1-77.
- Odjeci   Hrvatskog   narodnog preporoda na području   Banske   krajine   i   vojnog komuniteta Petrinja (1777. – 1871.), Petrinjski zbornik, 1 (1998.) 1, 66-74., bilješke 1-45.
- Život i djelo hrvatskog kulturnog djelatnika Janka Stjepušina (1861. – 1946.), Petrinjski zbornik, 1 (1998.), 121-130., bilješke 1-19.
- Glazbeni život grada Petrinje (1808. – 1991.), objavljeno u knjizi: Ivica Golec - Antun Petračić - Milan Schmidt, Kroz stoljeća limene glazbe u Petrinji, Petrinja 1998., 17-35., bilješke 1-26.
- Građanska policija (Bürger-Militz) i Streljačko društvo vojnog komuniteta Petrinje (1808. – 1871.), Petrinjski zbornik, 2 (1999.) 2, 17-27., bilješke 1-38.
- Školstvo u vojnom komunitetu Petrinja koncem 18. i početkom 19. St., Petrinjski zbornik, 3 (2000.) 3, 23-40., bilješke 1-90.
- Organizacija sudstva u vojnom komunitetu Petrinja koncem 18. i početkom 19. st, Petrinjski zbornik, 3 (2000.) 3, 41-52, bilješke 1-42.
- Kostajnica kao vojni komunitet (1777. – 1871.), Hrvatska Kostajnica 1240.-2000., Zbornik sa znanstvenog skupa, Hrvatska Kostajnica 2002., str. 163-178., bilješke 1-42.
- Pedagoška, glazbena i politička djelatnost Stjepana Križanića (1879. – 1941.), Petrinjski zbornik 4 (2001.) 93-105., bilješke 1-44.
- Obrtničko-radničko društvo »Banovac« u Petrinji (1885. – 1905.), Časopis za suvremenu povijest, Hrvatski institut za povijest (HIP) 33 (2001.) 2, 453-474., bilješke 1-71.
- Svećenici župe sv. Lovre u Petrinji i njihov doprinos hrvatskom narodnom preporodu (1790. – 1848.), Croatica Christiana Periodica, Časopis Instituta za crkvenu povijest,KBF, 25 (2001.) 48, str. 83-103., bilješke 1-94.
- Ivan Branislav Zoch i njegovo društveno djelovanje u Hrvatskoj (1876. – 1908.) - Doprinos poznavanju hrvatsko-slovačkih odnosa, Časopis za suvremenu povijest, HIP,34 (2002.) 1, str. 173. – 197., bilješke 1-106.
- Osnivanje i rad prvih škola u vojnom komunitetu Kostajnica (1777. – 1871.), Hrvatska Kostajnica 1240.-2000., Zbornik sa znanstvenog skupa, Hrvatska Kostajnica 2002.,str. 179-193., bilješke 1-53.
- Cehovsko obrtništvo Banske krajine i vojnog komuniteta Petrinja (1777. – 1871.); Povijesni prilozi HIP, 21 (2002.) 22, str. 81-102., bilješke 1-106.
- Vojni komunitet Petrinja u posljednjem desetljeću svoga opstanka (1861. – 1871.), Zbornik uz 70. godišnjicu života Dragutina Pavličevića, Zagreb 2002., 224-234.,bilješke 1-46.
- Stanovništvo vojnog komuniteta Petrinje i njegova socijalno-vjerska struktura (1777. – 1871.), Hereditas rerum Croaticarum ad honorem Mirko Valentić, Zagreb 2003., str.154-163., bilješke 1-82.
- Čitaonice    vojnog   komuniteta    Petrinja   (1842. – 1871.),Kukuljevićevi dani u Varaždinskim Toplicama - Zbornik radova, Vraždinske Toplice 2004., str. 309-314, bilješke 1-43.
- Petrinjsko učiteljište - važna sastavnica obrazovanja učitelja u Hrvatskoj, Zbornik u čast Hrvoja Matkovića, Zagreb 2005., str. 103-120., bilješke 1-50.

## Važniji stručni radovi
- Pregled povijesti petrinjske (1240. – 1918.), Župa sv.  Lovre Petrinja - duhovni i povijesni život, (Zbornik), Petrinja 1990., 49-78.
- Pregled kazališnog života u Petrinji (1804. – 1990.), Župa sv.  Lovre - duhovni i povijesni život, Petrinja 1990., 199-208.
- Nekoliko crtica o petrinjskim iseljenicima u Americi, Župa sv. Lovre - duhovni i povijesni život, Petrinja 1990., 227-233.
- Matica hrvatska u Petrinji 1842. – 1917., Petrinjski Obzor - posebni prilog, 1 (1990.) 4-5, 1-8.
- Kratka povijest Petrinje - posebni prilog, Petrinjski Obzor (1990.) 3,1-8.
- Povijest glazbenog školstva u Petrinji (1841. – 1991.), Petrinjski Obzor - posebni prilog, 2 (1991.) 8, 1-8.
- Uz 175. obljetnicu streljaštva u Petrinji (1816. – 1991.) Povijest sporta - građa i prilozi, Zagreb 1991., 22 (1991.) 88, 13-18.
- Uz 110. obljetnicu tiskarstva u Petrinji (1881. – 1991.), Riječi (Sisak) 2 (1992.) 5, 143-158.
- Ferdo Hefele (1846. – 1909.), odlomci iz životopisa. Tiskano kao prilog trećem izdanju knjige, Ferdo Hefele, Tristogodišnjica u spomen boja sisačkoga god. 1593., Sisak 1893., treće izdanje, Sisak 1992., 69-72.
- Hrvatska Banovina (Banija) kroz povijest, Slike rata, Sisak, 1992., 20-26.
- Petrinja - grad na braniku Hrvatske, Zrin, časopis za povijesna, kulturna i gospodarska pitanja hrvatskog Pounja, 3 (1994.) 8, 3-8.
- 400.   obijetnica   oslobođenja   Petrinje   od   Turaka,  HPT,   list   Hrvatske   pošte   i telekomunikacija, V (1995.) 10, 53.
- Stjepan Radić i njegovo utamničenje u Petrinji, Zrin 5 (1996.) 4, 11-14.
- Josip Kajetan Knezić (1786. – 1848.) - graditelj velebitskih cesta i tvorac prve osnove za izgradnju hrvatskih željeznica. Petrinjski zbornik, 1998., 1, 114-120.
- Petrinja u prošlosti. objavljeno u knjizi: Dobrovoljno vatrogasno društvo Petrinja (1880. – 2000.), Petrinja 2001., 5-10.
- Kulturno   djelovanje   petrinjskog   župnika Josipa   Goršćaka   (1754. – 1824.), Pučki kalendar Sisačko-moslavačke županije za 2002., Bjelovar 2001., 140-143.
- Iz prošlosti vinogradarstva u Petrinji, Pučki kalendar Sisačko-moslavačke županije za 2003., Bjelovar 2002., str. 132-133.

## Važniji životopisi objavljeni u leksikonima
- Obitelj Cettolo, Hrvatski biografski leksikon, 2, 1989., 649-650.
- Filković, Tomo, Hrvatski biografski leksikon, 4, 1998., 257.
- Ivandija Josip i Ivičić Stjepan, Hrvatski biografski leksikon, 6, 2005., str. 129 i 194.
- Mencin Josip  (1856. – 1900.),  Miholjević A.  Milan  (1873. – 1941.),  objavljeno u: Leksikon pisaca Jugoslavije, IV, Novi Sad. 1997., str. 300., 365-366., i 762.

## Odlikovanja, priznanja i nagrade
- 1998.: Odlikovan je državnim Redom Danice hrvatske s likom Marka Marulića, za osobite zasluge u kulturi.
- Dobinik je Priznanja Matice hrvatske u Zagrebu.
- Dobitnik je Nagrade Grada Petrinje za životno djelo i dr.[2]